# Gương mặt thân quen (mùa 1)
Mùa thứ nhất của chương trình Gương mặt thân quen được phát sóng trên kênh VTV3 từ ngày 5 tháng 1 đến ngày 16 tháng 3 năm 2013. Mùa này có sự tham gia của các thí sinh Khởi My, Đại Nghĩa, Thúy Uyên, Kyo York, Phương Thanh và Chí Thiện, cùng bộ ba giám khảo chính là nhạc sĩ Đức Huy, ca sĩ Mỹ Linh và danh hài Hoài Linh. Thanh Bạch là người dẫn chương trình của mùa này.
Người chiến thắng chung cuộc sau 10 tuần thi là ca sĩ Khởi My, hạng nhì là ca sĩ Thúy Uyên, hạng ba là ca sĩ Kyo York và hạng tư là diễn viên Đại Nghĩa.

## Thí sinh
| Tên          | Năm sinh | Nghề nghiệp        | Kết quả chung cuộc |
| ------------ | -------- | ------------------ | ------------------ |
| Khởi My      | 1990     | Ca sĩ              | Quán quân          |
| Thúy Uyên    | 1970     | Ca sĩ              | Á quân             |
| Kyo York     | 1985     | Ca sĩ              | Hạng 3             |
| Đại Nghĩa    | 1978     | Diễn viên/MC       | Hạng 4             |
| Phương Thanh | 1973     | Ca sĩ/Diễn viên    | Hạng 5             |
| Chí Thiện    | 1988     | Ca sĩ/Diễn viên/MC | Hạng 6             |

## Bảng điểm các tuần
| Thí sinh     | Tuần 1         | Tuần 2         | Tuần 3         | Tuần 4         | Tuần 5         | Tuần 6         | Tuần 7         | Tuần 8         | Tuần 9         | Tuần 10 | Tổng |
| ------------ | -------------- | -------------- | -------------- | -------------- | -------------- | -------------- | -------------- | -------------- | -------------- | ------- | ---- |
| Khởi My      | Hạng 4 31 điểm | Hạng 2 38 điểm | Hạng 6 28 điểm | Hạng 2 38 điểm | Hạng 1 41 điểm | Hạng 4 34 điểm | Hạng 4 35 điểm | Hạng 4 31 điểm | Hạng 2 38 điểm | Hạng 1  | 314  |
| Thúy Uyên    | Hạng 1 45 điểm | Hạng 3 31 điểm | Hạng 2 36 điểm | Hạng 6 27 điểm | Hạng 5 29 điểm | Hạng 3 35 điểm | Hạng 2 36 điểm | Hạng 2 36 điểm | Hạng 4 32 điểm | Hạng 2  | 307  |
| Kyo York     | Hạng 5 28 điểm | Hạng 6 30 điểm | Hạng 2 36 điểm | Hạng 3 37 điểm | Hạng 2 38 điểm | Hạng 1 39 điểm | Hạng 2 36 điểm | Hạng 2 36 điểm | Hạng 3 36 điểm | Hạng 3  | 316  |
| Đại Nghĩa    | Hạng 2 38 điểm | Hạng 1 40 điểm | Hạng 5 29 điểm | Hạng 4 31 điểm | Hạng 3 33 điểm | Hạng 5 29 điểm | Hạng 1 39 điểm | Hạng 1 37 điểm | Hạng 5 28 điểm | Hạng 4  | 304  |
| Phương Thanh | Hạng 3 36 điểm | Hạng 3 31 điểm | Hạng 4 31 điểm | Hạng 1 39 điểm | Hạng 6 28 điểm | Hạng 6 26 điểm | Hạng 6 27 điểm | Hạng 6 30 điểm | Hạng 1 40 điểm | Hạng 5  | 288  |
| Chí Thiện    | Hạng 6 23 điểm | Hạng 3 31 điểm | Hạng 1 41 điểm | Hạng 5 29 điểm | Hạng 4 32 điểm | Hạng 2 38 điểm | Hạng 5 28 điểm | Hạng 4 31 điểm | Hạng 6 27 điểm | Hạng 6  | 280  |

     Thí sinh chiến thắng trong tuần
     Thí sinh xếp cuối trong tuần
     Thí sinh chiến thắng chung cuộc của mùa giải

## Nhân vật hóa thân
| Tuần | Khởi My        | Thúy Uyên       | Kyo York      | Đại Nghĩa       | Phương Thanh    | Chí Thiện                |
| ---- | -------------- | --------------- | ------------- | --------------- | --------------- | ------------------------ |
| 1    | Lương Bích Hữu | Jennifer Lopez  | Ricky Martin  | NSND Y Moan     | Hương Lan       | Ưng Hoàng Phúc           |
| 2    | Wonder Girls   | Thu Minh        | Lionel Richie | NSND Thu Hiền   | John Lennon     | Quang Vinh               |
| 3    | Cẩm Ly         | Elvis Presley   | Siu Black     | Liêu Anh Tuấn   | NSƯT Thanh Lam  | Phạm Quỳnh Anh           |
| 4    | Justin Bieber  | Madonna         | Hà Anh Tuấn   | Ý Lan           | Bé Xuân Mai     | Baltimora                |
| 5    | Đặng Lệ Quân   | Daniel Boone    | Lady Gaga     | Tài tử Ngọc Bảo | Alisha Chinai   | Bảo Thy                  |
| 6    | Mỹ Linh        | Gloria Gaynor   | Hồ Ngọc Hà    | Phạm Anh Khoa   | Madonna         | Rihanna                  |
| 7    | NSƯT Vân Khánh | Hồng Nhung      | Lam Trường    | Mỹ Linh         | Mai Diễm Phương | Đức Huy                  |
| 8    | Mỹ Tâm         | Michael Jackson | Quang Dũng    | Toni Braxton    | Ngọc Sơn        | Backstreet Boys          |
| 9    | Britney Spears | Hiền Thục       | Đăng Dương    | Tùng Dương      | Chris Norman    | Đan Trường               |
| 10   | Shakira        | PSY             | Đức Tuấn      | Đàm Vĩnh Hưng   | Hoài Linh       | SNSD (Girls' Generation) |

     Thí sinh chiến thắng trong tuần
     Thí sinh chiến thắng chung cuộc của mùa giải

## Kết quả biểu diễn

### Tuần 1
| Thí sinh     | Tiết mục thể hiện (Tác giả)                                                              | Nhân vật hóa thân | Tổng điểm | Hạng |
| ------------ | ---------------------------------------------------------------------------------------- | ----------------- | --------- | ---- |
| Khởi My      | "Cún yêu" (Sỹ Luân)                                                                      | Lương Bích Hữu    | 31        | 4    |
| Chí Thiện    | "Người ta nói" (Nguyễn Hoài Anh)                                                         | Ưng Hoàng Phúc    | 23        | 6    |
| Thúy Uyên    | "On the Floor" (RedOne, Kinnda, AJ Junior, Teddy Sky, Bilal Hajji, Pitbull, Los Kjarkas) | Jennifer Lopez    | 45        | 1    |
| Đại Nghĩa    | "Giấc mơ Chapi" (Trần Tiến)                                                              | NSND Y Moan       | 38        | 2    |
| Phương Thanh | "Điệu buồn phương Nam" (Vũ Đức Sao Biển)                                                 | Hương Lan         | 36        | 3    |
| Kyo York     | "The Cup of Life" (Luis Gómez Escolar, Desmond Child, Draco Rosa)                        | Ricky Martin      | 28        | 5    |

| Khách mời | Tiết mục thể hiện (Tác giả)                                                                                      | Nhân vật hóa thân |
| --------- | --- | ----------------- |
| Mỹ Linh   | "I Wanna Dance with Somebody" (George Merrill, Shannon Rubicam)                                                  | Whitney Houston   |
| Đức Huy   | "Believe" (Brian Higgins, Stuart McLennen, Paul Barry, Steven Torch, Matthew Gray, Tim Powell, Jeff Lynne, Cher) | Cher              |
| Hoài Linh | "Riêng một góc trời" (Ngô Thụy Miên)                                                                             | Tuấn Ngọc         |

### Tuần 2
| Thí sinh     | Tiết mục thể hiện (Tác giả)                             | Nhân vật hóa thân | Tổng điểm | Hạng |
| ------------ | ------------------------------------------------------- | ----------------- | --------- | ---- |
| Thúy Uyên    | "Đường cong" (Nguyễn Hải Phong)                         | Thu Minh          | 31        | 3    |
| Kyo York     | "Hello" (Lionel Richie)                                 | Lionel Richie     | 30        | 6    |
| Phương Thanh | "Stand by Me" (Ben E. King, Jerry Leiber, Mike Stoller) | John Lennon       | 31        | 3    |
| Chí Thiện    | "Vào đời" (Đỗ Đình Phúc)                                | Quang Vinh        | 31        | 3    |
| Khởi My      | "Nobody" (Park Jin Young (JYP))                         | Wonder Girls      | 38        | 2    |
| Đại Nghĩa    | "Hoa cau vườn trầu" (NSND Nguyễn Tiến)                  | NSND Thu Hiền     | 40        | 1    |

| Khách mời  | Tiết mục thể hiện (Tác giả)       |
| ---------- | --------------------------------- |
| Thanh Bạch | "Đôi mắt huyền" (Yevhen Hrebinka) |

### Tuần 3
| Thí sinh     | Tiết mục thể hiện (Tác giả)                                         | Nhân vật hóa thân | Tổng điểm | Hạng |
| ------------ | ------------------------------------------------------------------- | ----------------- | --------- | ---- |
| Đại Nghĩa    | "5 PM" (Nguyễn Hải Phong)                                           | Liêu Anh Tuấn     | 29        | 5    |
| Phương Thanh | "Không thể và có thể" (Phó Đức Phương)                              | NSƯT Thanh Lam    | 31        | 4    |
| Kyo York     | "Ly cà phê Ban Mê" ( Nguyễn Cường)                                  | Siu Black         | 36        | 2    |
| Thúy Uyên    | "It's Now or Never" (Wally Gold, Aaron Schroeder, Eduardo di Capua) | Elvis Presley     | 36        | 2    |
| Khởi My      | "Chồng xa" (Võ Thiện Thanh)                                         | Cẩm Ly            | 28        | 6    |
| Chí Thiện    | "Càng xa càng nhớ" (Phạm Hòa Khánh, Quang Huy)                      | Phạm Quỳnh Anh    | 41        | 1    |

| Khách mời | Tiết mục thể hiện (Tác giả) |
| --------- | --------------------------- |
| Quang Hà  | "Ngỡ" (Khắc Việt)           |

### Tuần 4
| Thí sinh     | Tiết mục thể hiện (Tác giả)                                                   | Nhân vật hóa thân | Tổng điểm | Hạng |
| ------------ | ----------------------------------------------------------------------------- | ----------------- | --------- | ---- |
| Kyo York     | "12 giờ" (Nguyễn Duy Hùng)                                                    | Hà Anh Tuấn       | 37        | 3    |
| Chí Thiện    | "Tarzan Boy" (Maurizio Bassi, Naimy Hackett)                                  | Baltimora         | 29        | 5    |
| Khởi My      | "Baby" (Justin Bieber, Ludacris, The-Dream, Tricky Stewart, Christina Milian) | Justin Bieber     | 38        | 2    |
| Phương Thanh | "Rửa mặt như mèo" (Hàn Ngọc Bích)                                             | Xuân Mai          | 39        | 1    |
| Đại Nghĩa    | "Em đẹp nhất đêm nay" (Nhạc Pháp – lời Việt: Phạm Duy)                        | Ý Lan             | 31        | 4    |
| Thúy Uyên    | "La Isla Bonita" (Madonna, Patrick Leonard, Bruce Gaitsch)                    | Madonna           | 27        | 6    |

| Khách mời  | Tiết mục thể hiện (Tác giả)                      | Nhân vật hóa thân |
| ---------- | ------------------------------------------------ | ----------------- |
| Trấn Thành | "Chiếc áo bà ba" (Trần Thiện Thanh)              | Hương Lan         |
| Trấn Thành | "Áo lụa Hà Đông" (Ngô Thụy Miên, thơ: Nguyên Sa) | Ý Lan             |
| Trấn Thành | "Chia Tay hoàng hôn" (Thuận Yến)                 | NSƯT Thanh Lam    |
| Trấn Thành | "Chuyện thường tình thế thôi" (Lê Quang)         | Hồng Ngọc         |
| Trấn Thành | "Em mơ về anh" (Anh Quân)                        | Mỹ Linh           |
| Trấn Thành | "Cô gái bán sầu riêng" (NSND Viễn Châu)          | NSND Lệ Thủy      |

### Tuần 5
| Thí sinh     | Tiết mục thể hiện (Tác giả)                                          | Nhân vật hóa thân | Tổng điểm | Hạng |
| ------------ | -------------------------------------------------------------------- | ----------------- | --------- | ---- |
| Chí Thiện    | "Công chúa bong bóng" (Nguyễn Hoàng Linh)                            | Bảo Thy           | 32        | 4    |
| Thúy Uyên    | "Beautiful Sunday" (Daniel Boone, Rod McQueen – lời Việt: Ngọc Uyển) | Daniel Boone      | 29        | 5    |
| Đại Nghĩa    | "Đêm đông" (NSND Nguyễn Văn Thương)                                  | Tài tử Ngọc Bảo   | 33        | 3    |
| Kyo York     | "Born This Way" (Lady Gaga, Jeppe Laursen)                           | Lady Gaga         | 38        | 2    |
| Khởi My      | "Ánh trăng nói hộ lòng tôi" (Tôn Nghi, Ông Thanh Khê)                | Đặng Lệ Quân      | 41        | 1    |
| Phương Thanh | "Made in India" (Biddu – lời Việt: Nguyên Lộc)                       | Alisha Chinai     | 28        | 6    |

| Khách mời | Tiết mục thể hiện (Tác giả)                            |
| --------- | ------------------------------------------------------ |
| Bảo Anh   | "Xuân đã về" – "Đón xuân" (Minh Kỳ – Phạm Đình Chương) |

### Tuần 6
| Thí sinh     | Tiết mục thể hiện (Tác giả)                                | Nhân vật hóa thân | Tổng điểm | Hạng |
| ------------ | ---------------------------------------------------------- | ----------------- | --------- | ---- |
| Khởi My      | "Thì thầm mùa xuân" ( Ngọc Châu)                           | Mỹ Linh           | 34        | 4    |
| Thúy Uyên    | "I Will Survive" (Freddie Perren, Dino Fekaris)            | Gloria Gaynor     | 35        | 3    |
| Đại Nghĩa    | "Ngựa ô thương nhớ" (Trần Tiến)                            | Phạm Anh Khoa     | 29        | 5    |
| Chí Thiện    | "Umbrella" (The-Dream, Tricky Stewart, Kuk Harrell, Jay-Z) | Rihanna           | 38        | 2    |
| Phương Thanh | "Material Girl" (Peter Brown, Robert Rans)                 | Madonna           | 26        | 6    |
| Kyo York     | "Xin hãy thứ tha" (Dương Khắc Linh, Hoàng Anh)             | Hồ Ngọc Hà        | 39        | 1    |

| Khách mời | Tiết mục thể hiện (Tác giả)       |
| --------- | --------------------------------- |
| Hương Lan | "Nếu xuân này vắng anh" (Bảo Thu) |

### Tuần 7
| Thí sinh     | Tiết mục thể hiện (Tác giả)                                           | Nhân vật hóa thân | Tổng điểm | Hạng |
| ------------ | --------------------------------------------------------------------- | ----------------- | --------- | ---- |
| Kyo York     | "Mưa phi trường" (Việt Anh)                                           | Lam Trường        | 36        | 2    |
| Khởi My      | "Người ngoài phố" (Anh Việt Thu)                                      | NSƯT Vân Khánh    | 35        | 4    |
| Chí Thiện    | "Và tôi cũng yêu em" (Đức Huy)                                        | Đức Huy           | 28        | 5    |
| Thúy Uyên    | "Cho em một ngày" (Dương Thụ)                                         | Hồng Nhung        | 36        | 2    |
| Đại Nghĩa    | "Trên đỉnh phù vân" ( Phó Đức Phương)                                 | Mỹ Linh           | 39        | 1    |
| Phương Thanh | "Tan vỡ" (Koji Makaino – lời Hoa: Trần Thiếu Kỳ, lời Việt: Nhật Ngân) | Mai Diễm Phương   | 27        | 6    |

| Khách mời | Tiết mục thể hiện (Tác giả)     |
| --------- | ------------------------------- |
| Minh Luân | "Bài ca Tết cho em" (Quốc Dũng) |

### Tuần 8
| Thí sinh     | Tiết mục thể hiện (Tác giả)           | Nhân vật hóa thân | Tổng điểm | Hạng |
| ------------ | ------------------------------------- | ----------------- | --------- | ---- |
| Chí Thiện    | "As Long as You Love Me" (Max Martin) | Backstreet Boys   | 31        | 4    |
| Phương Thanh | "Giận hờn" (Ngọc Sơn)                 | Ngọc Sơn          | 30        | 6    |
| Khởi My      | "Nụ hôn bất ngờ" (Mỹ Tâm)             | Mỹ Tâm            | 31        | 4    |
| Kyo York     | "Vì đó là em" (Diệu Hương)            | Quang Dũng        | 36        | 2    |
| Đại Nghĩa    | "Un-Break My Heart" (Diane Warren)    | Toni Braxton      | 37        | 1    |
| Thúy Uyên    | "Bad" (Michael Jackson)               | Michael Jackson   | 36        | 2    |

| Khách mời     | Tiết mục thể hiện (Tác giả)  | Nhân vật hóa thân |
| ------------- | ---------------------------- | ----------------- |
| Đàm Vĩnh Hưng | "Đường xa ướt mưa" (Đức Huy) | —                 |
| Gia Bảo       | "Đường xa ướt mưa" (Đức Huy) | Hồng Ngọc         |

### Tuần 9
| Thí sinh     | Tiết mục thể hiện (Tác giả)              | Nhân vật hóa thân | Tổng điểm | Hạng |
| ------------ | ---------------------------------------- | ----------------- | --------- | ---- |
| Khởi My      | "...Baby One More Time" (Max Martin)     | Britney Spears    | 38        | 2    |
| Kyo York     | "Hà Nội niềm tin và hy vọng" (Phan Nhân) | Đăng Dương        | 36        | 3    |
| Thúy Uyên    | "Nhật ký của mẹ" (Nguyễn Văn Chung)      | Hiền Thục         | 32        | 4    |
| Chí Thiện    | "Dòng máu Lạc Hồng" (Lê Quang)           | Đan Trường        | 27        | 6    |
| Đại Nghĩa    | "Sen hồng hư không" (Trần Tiến)          | Tùng Dương        | 28        | 5    |
| Phương Thanh | "Midnight Lady" (Dieter Bohlen)          | Chris Norman      | 40        | 1    |

| Khách mời | Tiết mục thể hiện (Tác giả)               |
| --------- | ----------------------------------------- |
| Hoài Lâm  | "Về đâu mái tóc người thương" (Hoài Linh) |

### Tuần 10 – Chung kết
Trong tuần thi này, chỉ có bốn thí sinh có tổng điểm cao nhất sau 9 tuần gồm Khởi My, Thúy Uyên, Kyo York và Đại Nghĩa tiếp tục dự thi tranh ngôi vị quán quân. Hai thí sinh còn lại là Phương Thanh và Chí Thiện tham gia đêm chung kết với tư cách khách mời để giành cơ hội đoạt giải thí sinh được khán giả yêu thích nhất mùa.
| Thí sinh  | Tiết mục thể hiện (Tác giả)                                             | Nhân vật hóa thân | Kết quả   |
| --------- | ----------------------------------------------------------------------- | ----------------- | --------- |
| Đại Nghĩa | "Bay đi cánh chim biển" (Đức Huy)                                       | Đàm Vĩnh Hưng     | Hạng 4    |
| Thúy Uyên | "Gangnam Style" (PSY, Yoo Gun-hyung)                                    | PSY               | Á quân    |
| Khởi My   | "Give It Up to Me" (Shakira, Amanda Ghost, Lil Wayne, Timbaland, J-Roc) | Shakira           | Quán quân |
| Kyo York  | "Hòn vọng phu 1" (Lê Thương)                                            | Đức Tuấn          | Hạng 3    |

| Khách mời      | Tiết mục thể hiện (Tác giả)                                     | Nhân vật hóa thân        |
| -------------- | --------------------------------------------------------------- | ------------------------ |
| Anna Trương    | "You Belong with Me" (Taylor Swift, Liz Rose)                   | Taylor Swift             |
| Phương Thanh   | "Than thân trách phận" (Nguyễn Hữu Ninh, Phan Bá Chức)          | Hoài Linh                |
| Chí Thiện      | "Gee" (Ahn Myung-won, Kim Young-deuk)                           | SNSD (Girls' Generation) |
| Dương Triệu Vũ | "Một mình" – "Và con tim đã vui trở lại" (Thanh Tùng – Đức Huy) | —                        |
| Ngọc Liên      | "Một mình" – "Và con tim đã vui trở lại" (Thanh Tùng – Đức Huy) | —                        |
| Hoài Linh      | "Nghĩ về cha" (Nguyễn Nhất Huy)                                 | —                        |
| Hoài Lâm       | "Nghĩ về cha" (Nguyễn Nhất Huy)                                 | —                        |

Các giải thưởng phụ
- Thí sinh được yêu thích nhất do khán giả bình chọn: Khởi My (46.5%)
- Thí sinh thân thiện nhất do ban tổ chức bình chọn: Chí Thiện
- Thí sinh nỗ lực nhất do ban huấn luyện bình chọn: Kyo York